# McLean Park
Le McLean Park est un stade situé à Napier, en Nouvelle-Zélande. Sa capacité est de 22 000 places et le stade accueille principalement des matchs de rugby à XV et de cricket.

## Évènements
- Coupe du monde de rugby à XV 1987
- Coupe du monde féminine de cricket de 1982
- Coupe du monde de cricket de 1992
- Coupe du monde de rugby à XV 2011
- Coupe du monde de cricket de 2015